# Filinia
Genre
Filiniidae est  un genre de rotifères de la famille des Filiniidae.

## Liste d'espèces
Selon ITIS (20 août 2017) :
- Filinia brachiata (Rousselet, 1901) ;
- Filinia camasecla Myers, 1938 ;
- Filinia longiseta (Ehrenberg, 1834) ;
- Filinia opoliensis (Zacharias, 1898) ;
- Filinia passa (O. F. Muller, 1786) ;
- Filinia terminalis (Plate, 1886).

Selon NCBI (20 août 2017) :
- Filinia longiseta.

Selon World Register of Marine Species (20 août 2017) :
- Filinia brachiata (Rousselet, 1901) ;
- Filinia cornuta (Weisse, 1847) ;
- Filinia longiseta (Ehrenberg, 1834) ;
- Filinia terminalis (Plate, 1886).